# Richard von Schmidthals
Veit Richard von Schmidthals (* 19. September 1829; † 30. März 1888 in Lissabon) war ein deutscher Diplomat.

## Leben
Richard von Schmidthals wurde als Sohn des Rittmeisters Louis von Schmidthals und der Franziska geb. von Unruhe geboren. Er studierte an der Rheinischen Friedrich-Wilhelms-Universität Bonn. 1851 wurde er Mitglied des Corps Borussia Bonn. Als Regierungsreferendar trat er in den diplomatischen Dienst Preußens ein. Er war Legationssekretär an den Gesandtschaften in München, Dresden, Turin, Athen, Stockholm, London, Madrid und Den Haag. 1872 wurde er deutscher Legationsrat. Als solcher unterzeichnete er am 6. Mai 1882 als Geschäftsträger in Den Haag den Internationalen Vertrag, betreffend die polizeiliche Regelung der Fischerei in der Nordsee außerhalb der Küstengewässer.
Von 1882 bis 1888 war der Gesandter des Deutschen Reiches am portugiesischen Hof in Lissabon. Er unterzeichnete am 30. Dezember 1886 die Declaration betreffs der beiderseitigen Grenzen in Südafrika zwischen Portugal und Deutschland. Von Schmidthals war verheiratet mit Henriette geb. Freiin von Bentinck.

## Auszeichnungen
- Roter Adlerorden 3. Klasse
- Ritter des Johanniterordens